# Ian Wolfe
Ian Wolfe (* 4. November 1896 in Canton, Illinois; † 23. Januar 1992 in Los Angeles, Kalifornien) war ein US-amerikanischer Schauspieler. Wolfes Filmkarriere als Nebendarsteller begann in den 1930er-Jahren und erstreckte sich bis zum Jahr 1990. Er spielte in mehr als 300 Film- und Fernsehproduktionen, darunter zahlreiche Klassiker.

## Leben und Karriere
Der in Illinois geborene Wolfe meldete sich freiwillig für den Ersten Weltkrieg und war dort als Sanitäter im Einsatz. Nach dem Kriegsende entschied er sich, Schauspieler zu werden und nahm unter anderem einen Kurs an der American Academy of Dramatic Arts. 1921 gab er sein Schauspieldebüt am Broadway, dabei spielte er einen Türsteher an der Seite von Lionel Barrymore. Wolfe trat am Broadway in den kommenden Jahrzehnten in rund einem Dutzend Produktionen auf. Der MGM-Produzent Irving Thalberg lotste Wolfe 1934 für eine Nebenrolle in Der Tyrann nach Hollywood. In den folgenden Jahrzehnten wurde er in mal freundlichen, mal strengen Nebenrollen besetzt, wobei er dazu tendierte, häufiger Autoritätsfiguren wie Doktoren, Anwälte, Politiker, Professoren oder Geistliche zu spielen. Auch Butler stellte er einige Male dar. Schon zu Beginn seiner Filmkarriere spielte Wolfe nur Charakterrollen, da er mit seiner Halbglatze und seinem faltenreichen Gesicht älter aussah als er tatsächlich war.
Wolfe entwickelte sich zu einem sehr vielbeschäftigten Nebendarsteller des klassischen Hollywood-Kinos, wenngleich große Rollen für ihn selten waren. Im Laufe seiner langen Karriere spielte Wolfe in Filmklassikern wie dem oscarprämierten Abenteuerfilm Meuterei auf der Bounty (1935) neben Clark Gable, in Frank Capras Komödie Lebenskünstler (1938) an der Seite von James Stewart und Jean Arthur, in Alfred Hitchcocks Spionagethriller Saboteure (1942) oder in Nicholas Rays Jugenddrama … denn sie wissen nicht, was sie tun (1955) mit James Dean. Er wirkte auch an vielen B-Produktionen mit, so war er in den 1940er-Jahren in vier Produktionen der Sherlock-Holmes-Filmreihe mit Basil Rathbone in der Titelrolle zu sehen. Obwohl gebürtiger Amerikaner, spielte Wolfe auf der Leinwand auch häufiger Briten, etwa in seiner Rolle als treuer Butler von Charles Laughtons Anwalt in Billy Wilders Gerichtsklassiker Zeugin der Anklage, eine seiner verhältnismäßig größeren Rollen. Einen seiner späten Filmauftritte übernahm Wolfe im Jahr 1971 in George Lucas’ Science-Fiction-Film THX 1138 als betagter Gefangener PTO.
Auch im Fernsehen war Wolfe zwischen den 1950er- und 1980er-Jahren ein häufig gebuchter Darsteller. Er hatte Gastrollen in Fernsehserien wie Bonanza, Hawaii Fünf-Null, Cheers und Agentin mit Herz. Wolfe übernahm seine vielleicht bekanntesten Fernsehrollen in der Serie Raumschiff-Enterprise, in der Folge Portal in die Vergangenheit spielte er den Bibliothekar Mr. Atoz sowie in Brot und Spiele den Römer Septimus. Ebenso hatte er Nebenrollen in vielen Fernsehfilmen.
Insgesamt spielte Wolfe im Laufe seiner Karriere in rund 200 Filmen und über 100 verschiedenen Fernsehsendungen. Warren Beatty setzte Wolfe noch im hohen Alter in seinen Filmen Reds und Dick Tracy ein. Mit seinem kurzen Auftritt in Dick Tracy aus dem Jahr 1990 beendete der zu diesem Zeitpunkt 93-jährige Wolfe seine Schauspielkarriere. Er starb zwei Jahre später eines natürlichen Todes. Mit seiner Frau Elizabeth Schroder war er 68 Jahre bis zu seinem Tod verheiratet, das Paar hatte zwei Töchter.

## Filmografie (Auswahl)

### Filme (Auswahl)
- 1934: The Fountain
- 1934: Der Tyrann (The Barretts of Wimpole Street)
- 1934: Zirkus Barnum (The Mighty Barnum)
- 1935: Kampf um Indien (Clive of India)
- 1935: Der Rabe (The Raven)
- 1935: Mad Love
- 1935: 1,000 Dollars a Minute
- 1935: Meuterei auf der Bounty (Mutiny on the Bounty)
- 1936: The White Angel
- 1936: Romeo und Julia (Romeo and Juliet)
- 1936: Zorro – der tollkühne Caballero (The Bold Caballero)
- 1937: Maienzeit (Maytime)
- 1937: Der Prinz und der Bettelknabe (The Prince and the Pauper)
- 1937: Finale in St. Petersburg (The Emperor’s Candlesticks)
- 1937: Tarantella (The Firefly)
- 1937: Maria Walewska (Conquest)
- 1938: Marie-Antoinette
- 1938: Lebenskünstler (You Can’t Take It With You)
- 1938: Blondie
- 1939: On Borrowed Time
- 1939: Die Zehn Gebote (The Great Commandment)
- 1939: Black River (Allegheny Uprising)
- 1939: Blondie Brings Up Baby
- 1939: Das zweite Leben des Dr. X (The Return of Doctor X)
- 1940: Abe Lincoln in Illinois
- 1940: Earthbound
- 1940: Der Auslandskorrespondent (Foreign Correspondent)
- 1940: Die Stunde der Vergeltung (The Son of Monte Cristo)
- 1941: Hudson’s Bay
- 1942: Saboteure (Saboteur)
- 1942: Mrs. Miniver
- 1942: Reise aus der Vergangenheit (Now, Voyager)
- 1942: Wie ein Alptraum (Nightmare)
- 1942: Gefundene Jahre (Random Harvest)
- 1943: Verhängnisvolle Reise (Sherlock Holmes in Washington)
- 1943: Holy Matrimony
- 1943: Korvette K 225 (Corvette K-225)
- 1943: Das zweite Gesicht (Flesh and Fantasy)
- 1943: Das Lied von Bernadette (The Song of Bernadette)
- 1944: The White Cliffs of Dover
- 1944: Pinky und Curly (Once Upon a Time)
- 1944: Die Kralle (The Scarlet Claw)
- 1944: Der Unsichtbare nimmt Rache (The Invisible Man’s Revenge)
- 1944: Wilson
- 1944: Die Perle der Borgia (The Pearl of Death)
- 1944: The Merry Monahans
- 1945: Polonaise (A Song to Remember)
- 1945: Liebesbriefe (Love Letters)
- 1945: Die Liebe unseres Lebens (This Love of Ours)
- 1945: Jagd im Nebel (Confidential Agent)
- 1946: Mein Herz gehört dem Rebellen (The Fighting Guardsman)
- 1946: Morgen ist die Ewigkeit (Tomorrow Is Forever)
- 1946: Der Bandit und die Königin (The Bandit of Sherwood Forest)
- 1946: Drei Fremde (Three Strangers)
- 1946: Bedlam
- 1946: Jagd auf Spieldosen (Dressed to Kill)
- 1946: Liebe zwischen Krieg und Frieden (The Searching Wind)
- 1946: Hier irrte Scotland Yard (The Verdict)
- 1947: California
- 1947: Verfolgt (Pursued)
- 1947: Frau ohne Moral? (Dishonored Lady)
- 1947: Rauhe Ernte (Wild Harvest)
- 1947: Desire Me
- 1948: Drei kleine Biester (Three Daring Daughters)
- 1948: Die Glocken von Coaltown (The Miracle of the Bells)
- 1948: Nur meiner Frau zuliebe (Mr. Blandings Builds His Dream House)
- 1948: Der Herr der Silberminen (Silver River)
- 1948: Die unvollkommene Dame (Julia Misbehaves)
- 1948: Sie leben bei Nacht (They Live by Night)
- 1948: Schweigende Lippen (Johnny Belinda)
- 1949: Ein Fall für Detektiv Landers (Homicide)
- 1949: Sie ritten mit Jesse James (The Younger Brothers)
- 1949: Vom FBI gejagt (Manhandled)
- 1949: Vogelfrei (Colorado Territory)
- 1950: Flammendes Tal (Copper Canyon)
- 1950: Drei Männer für Alison (Please Believe Me)
- 1950: Der Haß ist blind (No Way Out)
- 1950: Das skandalöse Mädchen (The Petty Girl)
- 1950: The Magnificent Yankee
- 1951: Ein Platz an der Sonne (A Place in the Sun)
- 1951: Der große Caruso (The Great Caruso)
- 1951: Der Rächer von Casamare (Mask of the Avenger)
- 1951: Hochzeitsparade (Here Comes the Groom)
- 1951: On Dangerous Ground
- 1952: Stadt im Würgegriff (The Captive City)
- 1952: Die Legion der Verdammten (Les Misérables)
- 1952: Die schwarze Isabell (Captain Pirate)
- 1953: Julius Caesar
- 1953: Skandal um Patsy (Scandal at Scourie)
- 1953: Die Thronfolgerin (Young Bess)
- 1953: Houdini, der König des Varieté (Houdini)
- 1953: Taxi 539 antwortet nicht (99 River Street)
- 1953: Theaterfieber (The Actress)
- 1954: Eine Braut für sieben Brüder (Seven Brides for Seven Brothers)
- 1954: Ihre zwölf Männer (Her Twelve Men)
- 1954: Der silberne Kelch (The Silver Chalice)
- 1955: Das Schloß im Schatten (Moonfleet)
- 1955: Des Königs Dieb (The King’s Thief)
- 1955: … denn sie wissen nicht, was sie tun (Rebel Without a Cause)
- 1955: Ihr sehr ergebener… (Sincerely Yours)
- 1955: Verdammt zum Schweigen (The Court-Martial of Billy Mitchell)
- 1956: Diane – Kurtisane von Frankreich (Diane)
- 1957: Mayerling
- 1957: Zeugin der Anklage (Witness for the Prosecution)
- 1960: Alle lieben Pollyanna (Pollyanna)
- 1960: Versunkene Welt (The Lost World)
- 1961: Alles in einer Nacht (All in a Night’s Work)
- 1962: Die Wunderwelt der Gebrüder Grimm (The Wonderful World of the Brothers Grimm)
- 1963: Tagebuch eines Mörders (Diary of a Madman)
- 1967: Satanische Spiele (Games)
- 1971: THX 1138
- 1974: Der Killer im Kopf (The Terminal Man)
- 1974: Die Straße des Bösen (Homebodies)
- 1975: Mitgiftjäger (The Fortune)
- 1978: Das Teufelscamp (Mean Dog Blues)
- 1979: Ein Rabbi im Wilden Westen (The Frisco Kid)
- 1980: Die Kadeppen-Akademie (Up the Academy)
- 1981: Reds
- 1982: Verhext (Jinxed!)
- 1985: Creator – Der Professor und die Sünde (Creator)
- 1988: Lebensmüde leben länger (Checking Out)
- 1990: Dick Tracy

### Fernsehen (Auswahl)
- 1949: The Lone Ranger (Folge 1x11 Der Doppelgänger)
- 1955: Our Miss Brooks (Folge 3x21)
- 1956: Cheyenne (Folge 1x13)
- 1960: Lawman (Folge 2x15)
- 1960–1965: Bonanza (4 Folgen)
- 1963: 77 Sunset Strip (Folge 5x21)
- 1963: Temple Houston (Folge 1x08)
- 1963: Twilight Zone (The Twilight Zone, Folge 5x08 Onkel Simons Erbe)
- 1963: Auf der Flucht (The Fugitive, Folge 1x11)
- 1963/1964: Das große Abenteuer (The Great Adventure, 2 Folgen)
- 1965: Rauchende Colts (Gunsmoke, Folge 10x35)
- 1965: Geächtet (Branded, Folge 2x06)
- 1965: Wettlauf mit dem Tod (Run for Your Life, Folge 1x07)
- 1966: Perry Mason (Folge 9x16 Der Fall mit dem mutigen Moderator)
- 1966: The Andy Griffith Show (Folge 7x05)
- 1966/1968: FBI (The F.B.I., 2 Folgen)
- 1967: The Green Hornet (Folge 1x22)
- 1967: Teils heiter, teils wolkig (Love on a Rooftop, Folge 1x30)
- 1967: Invasion von der Wega (The Invaders, Folge 2x09)
- 1968–1969: Raumschiff Enterprise (Star Trek, 2 Folgen: Brot und Spiele, Portal in die Vergangenheit)
- 1968–1969: Lancer (3 Folgen)
- 1969: Daniel Boone (Folge 6x08)
- 1970: Die Leute von der Shiloh Ranch (The Virginian, Folge 9x08)
- 1971: Die Partridge Familie (The Partridge Family, Folge 1x22)
- 1972: Night Gallery (Folge 2x19)
- 1972: Der Chef (Ironside, Folge 5x22 Ein Haar in der Suppe)
- 1972: California Cops – Neu im Einsatz (The Rookies, Folge 1x03)
- 1973: Notruf California (Emergency!, Folge 2x14)
- 1973: Adam-12 (Folge 6x02)
- 1974: Der Magier (The Magician, Folge 1x13 Der Trick mit der alten Dame)
- 1974: Hawkins (Folge 1x07)
- 1975: Mary Tyler Moore (The Mary Tyler Moore Show, Folge 5x24 Die Nervensäge)
- 1975: Die Küste der Ganoven (Barbary Coast, Folge 1x02)
- 1975: Wonder Woman (Fernseh-Pilotfilm)
- 1975: Hawaii Fünf-Null (Hawaii Five-O, Folge 8x09 Die unbeirrbare Lady)
- 1976: Make-up und Pistolen (Police Woman, Folge 3x01)
- 1977: All in the Family (Folge 8x06)
- 1977–1978: Soap – Trautes Heim (Soap, 3 Folgen)
- 1977/1982: Barney Miller (2 Folgen)
- 1979: Taxi (Folge 2x02)
- 1981–1982: WKRP in Cincinnati (4 Folgen)
- 1982: Cheers (Folge 1x11 Dianes Zitatenschatz)
- 1983: Imbiss mit Biss (Alice, Folge 8x02 Heimliche Verehrung)
- 1983: Remington Steele (Folge 2x10)
- 1983/1985: Ein Colt für alle Fälle (The Fall Guy, 2 Folgen)
- 1986: Agentin mit Herz (Scarecrow and Mrs. King, Folge 3x15)
- 1986: Unglaubliche Geschichten (Amazing Stories, Folge 1x24)
- 1987: Johnsons Weg ins Weiße Haus (LBJ: The Early Years) (Fernsehfilm)